# Pontalamia grotesca
Pontalamia grotesca är en fjärilsart som beskrevs av Felix Bryk 1953. Pontalamia grotesca ingår i släktet Pontalamia och familjen tandspinnare. Inga underarter finns listade i Catalogue of Life.